# Séminaire Nicolas Bourbaki
Das Séminaire Nicolas Bourbaki (Bourbaki-Seminar) ist eine Reihe von Seminarvorträgen, die in Paris seit 1948 gehalten werden und international als Spiegel des Forschungsstands in der Mathematik gelten. Initiiert wurde es von Mathematikern aus dem Bourbaki-Umkreis wie Henri Cartan. Heute finden sie im Institut Henri Poincaré statt. In der Regel finden dreimal im Jahr (Januar, Juni, November) jeweils vier bis fünf Vorträge statt, gehalten von international anerkannten Mathematikern meist über die Arbeit anderer. Die Vorträge sind öffentlich. Sie werden publiziert, früher im Eigenverlag, dann bei Benjamin, beim Springer-Verlag in den Lecture Notes in Mathematics, heute in der Reihe Astérisque der französischen mathematischen Gesellschaft.

## 1948/49 (Band 1)
- 1 Henri Cartan: Les travaux de Koszul, I
- 2 Claude Chabauty: Le théorème de Minkowski-Hlawka
- 3 Claude Chevalley: L'hypothèse de Riemann pour les corps de fonctions algébriques de caractéristique p, I, d'après Weil
- 4 Roger Godement: Groupe complexe unimodulaire, I. Les représentations unitaires irréductibles du groupe complexe unimodulaire, d'après Gelfand et Neumark
- 5 Léo Kaloujnine: Sur la structure de p-groupes de Sylow des groupes symétriques finis et de quelques généralisations infinies de ces groupes
- 6. Pierre Samuel: La théorie des correspondances birationnelles selon Zariski
- 7 Jean Braconnier: Sur les suites de composition d'un groupe et la tour des groupes d'automorphismes d'un groupe fini, d'après H. Wielandt
- 8 Henri Cartan: Les travaux de Koszul, II
- 9 Claude Chevalley: L'hypothèse de Riemann pour les groupes de fonctions algébriques de caractéristique p, II, d'après Weil
- 10 Luc Gauthier: Théorie des correspondances birationnelles selon Zariski
- 11 Laurent Schwartz: Sur un mémoire de Petrowsky. Über das Cauchysche Problem für ein System linearer partieller Differentialgleichungen im Gebiete nichtanalytischen Funktionen
- 12 Henri Cartan: Les travaux de Koszul, III
- 13 Roger Godement: Groupe complexe unimodulaire, II. La transformation de Fourier dans le groupe complexe unimodulaire à deux variables, d'après Gelfand et Neumark
- 14 Marc Krasner: Les travaux récents de R. Brauer en théorie des groupes
- 15 Laurent Schwartz: Sur un deuxième mémoire de Petrowsky. Über das Cauchysche Problem für System von partiellen Differentialgleichungen
- 16 André Weil: Théorèmes fondamentaux de la théorie des fonctions thêta, d'après des mémoires de Poincaré et Frobenius

## 1949/50 (Band 2)
- 17 André Blanchard: Groupes algébriques et équations différentielles linéaires, d'après E. Kolchin
- 18 Jean Dieudonné: Géométrie des espaces algébriques homogènes, d'après W. L. Chow
- 19 Roger Godement: Sommes continues d'espaces de Hilbert, I
- 20 Charles Pisot: Démonstration élémentaire du théorème des nombres premiers, d'après Selberg et Erdős
- 21 Georges Reeb: Propriétés des trajectoires de certains systèmes dynamiques
- 22 Pierre Samuel: Anneaux locaux; introduction à la géométrie algébrique
- 23 Marie-Hélène Schwartz: Compte-rendu de travaux de M. Heins sur diverses majorations de la croissance des fonctions analytiques et sous-harmoniques
- 24 Charles Ehresmann: Les connexions infinitésimales dans un espace fibré différentiable
- 25 Roger Godement: Sommes continues d'espaces de Hilbert, II
- 26 Laurent Schwartz: Sur un mémoire de K. Kodaira. Harmonic fields in riemannian manifolds (generalized potential theory), I
- 27 Jean-Pierre Serre: Extensions de groupes localement compacts, d'après Iwasawa et Gleason
- 28 René Thom: Les géodésiques dans les variétés à courbure négative, d'après Hopf
- 29 Armand Borel: Groupes localement compacts, d'après Iwasawa et Gleason
- 30 Jacques Dixmier: Facteurs: classification, dimension, trace, (Von-Neumann-Algebra)
- 31 Jean-Louis Koszul: Algèbres de Jordan
- 32 Laurent Schwartz: Sur un mémoire de K. Kodaira. Harmonic fields in riemannian manifolds (generalized potential theory), II

## Weitere Bourbaki-Seminare
- Liste der Bourbaki-Seminare 1950 bis 1959
- Liste der Bourbaki-Seminare 1960 bis 1969
- Liste der Bourbaki-Seminare 1970 bis 1979
- Liste der Bourbaki-Seminare 1980 bis 1989
- Liste der Bourbaki-Seminare 1990 bis 1999
- Liste der Bourbaki-Seminare 2000 bis 2009
- Liste der Bourbaki-Seminare 2010 bis 2019
- Liste der Bourbaki-Seminare 2020 bis 2029

## Veröffentlichungsort
- 1948/49 bis 1964/65 Textes des conférences / Séminaire Bourbaki, Secrétariat Mathématique, Université Paris.
- 1965/66 bis 1967/68 W. A. Benjamin, zuvor veröffentlichte Benjamin einen Reprint der Bände 1948 bis 1965 in zwölf Bänden.
- 1968/69 bis 1980/81, Lecture Notes in Mathematics, Springer Verlag:
- seit 1981/82 Astérisque, Société Mathématique de France.